# گئورگ کاسپاروف
گئورگ ولادیمیری کاسپاروف (به ارمنی: Գևորգ Վլադիմիրի Կասպարով) (زادهٔ ۲۵ ژوئیه ۱۹۸۰ در ایروان) بازیکن فوتبال در پست دروازه‌بان اهل ارمنستان است که هم‌اکنون عضو تیم آلاشکرت می‌باشد. کاسپاروف واژه روسی شده گاسپاریان است.

## باشگاهی
وی سابقهٔ حضور در تیم‌های چون زوارتنوتس-ای‌ای‌ال، دوین آرتاشات، لرناین آرتساخ، آرارات تهران، میکا، پیونیک، پاس تهران، راه‌آهن، اولیس، تراکتورسازی تبریز، کاوه تهران، ذوب‌آهن اصفهان، آلاشکرت و گاندزاسار کاپان را در کارنامه دارد.

## تیم ملی
وی همچنین در زیر ۱۷ سال ارمنستان، زیر ۱۹ سال ارمنستان، زیر ۲۱ سال ارمنستان، تیم ملی فوتبال ارمنستان و تیم ملی فوتبال ارمنستان غربی بازی کرده‌است. کاسپاروف نخستین بازی ملی خود را که یک بازی دوستانه بود در تاریخ ۱۲ اکتبر ۲۰۰۵ در در مقابل آندورا انجام داده‌است. او ۲۴ بازی ملی برای تیم ملی فوتبال ارمنستان به انجام رسانده‌است.

## افتخارات

### باشگاهی
زوارتنوتس-ای‌ای‌ال
- لیگ برتر فوتبال ارمنستان نایب قهرمان (۱): ۲۰۰۱

 اولیس
- لیگ برتر فوتبال ارمنستان مدال برنز (۱): ۲۰۰۹

 میکا
- لیگ برتر فوتبال ارمنستان نایب قهرمان (۲): ۲۰۰۴, ۲۰۱۲–۱۳
- لیگ برتر فوتبال ارمنستان مدال برنز (۱): ۲۰۱۳–۱۴
- جام استقلال ارمنستان قهرمان (۱): ۲۰۱۱
- جام استقلال ارمنستان نایب قهرمان (۱): ۲۰۱۵
- سوپر جام فوتبال ارمنستان قهرمان (۱): ۲۰۱۲

 پیونیک
- لیگ برتر فوتبال ارمنستان قهرمان (۲): ۲۰۰۵, ۲۰۰۶
- سوپر جام فوتبال ارمنستان قهرمان (۱): ۲۰۰۵
- سوپر جام فوتبال ارمنستان نایب قهرمان (۱): ۲۰۰۶

 آلاشکرت
- لیگ برتر فوتبال ارمنستان قهرمان (۲): ۲۰۱۵–۱۶, ۲۰۱۶–۱۷
- سوپر جام فوتبال ارمنستان قهرمان (۱): ۲۰۱۶

### فردی
- برترین دروازه‌بان ارمنستان: ۲۰۰۵، ۲۰۰۶٬۲۰۱۵٬۲۰۱۶

## زندگی خصوصی
کاسپاروف متأهل است و دو پسر به نام‌های گور و آوت و یک دختر به نام ماریا دارد.